# 레터비
레터비(Letter Bee, テガミバチ)는 아사다 히로유키의 소년 만화이다. 현재 점프 스퀘어(슈에이샤)에서 연재중이며, 라디오나 애니메이션으로 미디어 믹스가 전개되고 있다.

## 개요
슈에이샤가 발행하는 만화 잡지 월간 소년 점프에서 2006년 10월부터 연재를 시작했지만, 그 후 잡지가 휴간되면서 이후 주간 소년 점프에 연재를 하다가 점프 스퀘어로 옮겨 연재중이다.
새벽이 오지 않는 가상세계 앰버 그라운드의 우편 배달자 이야기이다. 2009년 10월부터 2010년 3월까지 TV 도쿄에서 애니메이션 1기가 방송되었으며 2010년 10월부터 2011년 3월까지 2기가 방송되었다.
대한민국에서는 투니버스를 통해 2011년 3월 14일부터 애니메이션 1기가 방송했다.

## 줄거리
새벽이 오지 않는 별에 앰버 그라운드라는 땅이 있다. 수도를 비추는 인공 태양의 빛이 닿지 않는 어둡고 위험한 지역을 여행하는 국가 공무원들이 있다. 그들의 일은 그 땅에서 사는 사람들의 마음이 담겨진 편지를 배달하는 것이다. 생명을 걸어 마음을 보내는 그들을 사람들은 레터비라고 불렀다.
7세 무렵, 어머니와 이별한 소년 라그 시잉은 우편물로써 옮겨지게 되지만, 그런 자신을 지켜 목적지까지 데려다 준 고슈 스에드를 동경해 레터비가 되는 것을 결심한다. 5년 후, 훌륭히 채용시험에 합격을 한 라그는 최고의 레터비인 헤드비가 되는 것을 목표로 하고 있다.

## 등장 인물

### 라그 일행
라그 시잉(ラグ・シーイング,Lag Seeing)
- 성우 : 사와시로 미유키(일) / 여민정(한)

본작의 주인공. 깜빡임의 날에 태어난 알비스의 소년. 상냥하고 예의가 있지만 울보라는 것이 골칫거리.
7세 때, 어머니를 정체 불명의 남자들이 데리고 사라져 레터비인 고슈에게 편지로서 배달되어 캠벨리트스에 사는 사브리나 메리의 앞으로 도착하였다. 이 때에는 고슈와 아리아의 사이를 조롱하는 등 건방진 성격이었다. 하지만 자신을 배달한 고슈를 동경해 레터비가 되기로 결심했다. 5년 후, 12세가 되어 채용 시험을 치룰 수 있도록 여행을 떠나, 훌륭히 시험에 합격해 레터비가 된다.
왼쪽 눈에 커다란 붉은 정령 호박이 의안으로 박혀 있어 평상 시에는 앞머리로 가린다. 꿈은 고슈가 목표로 한 최고의 레터비 헤드 비가 되는 것이며 동시에 수도에서 근무하는 헤드 비가 되는 것으로 수도 아카츠키에 데리고 사라진 어머니를 찾는 것을 목표로 한다.
심탄총은 야상곡 제 20번. 원래는 고슈가 사용하고 있었지만 아카츠키 배속전에 시르베트에게 맡겨져 후에 스에드가에 방문한 라그에게 전해졌다. 심탄은 적침이며 그것에 담겨진 마음을 비춘다. 명공방 후레데리이크가 만든 작품으로 저지 의 말로는 터무니 없는 드문 물품. 모델은 윈체스터라이플.
니치의 언니의 말에 의하면 인간이 아닌 것으로 추정된다.
니치(ニッチ,Niche)
- 성우 : 후지무라 아유미(일) / 김현지(한)

본작의 히로인. 라그의 파트너(딩고). 배달용지가 없어서 역에서 한때 맡아 짐이 되고 있던 소녀. 한번은 라그에 의해 행선지에 도착했지만 후에 라그의 파트너가 된다.
원래 이름을 가지고 있지 않았기 때문에 그것을 안 라그는 처음에 역에 틈새에 앉아있었던 것을 생각하며 좁은 장소, 중요한 장소를 의미하는 니치라는 이름을 지어준다. 원래 속옷을 입지 않는 습관을 가지고 있었으나 라그가 자기의 속옷을 빌려주어서 입은 이후에는 입고 다닌다. 하지만 라그의 속옷이외에는 싫어한다.
세상의 상식을 잘 모르며, 가끔 상상할 수도 없는 듯한 언동이 나오기도 한다. 또, 라그이외의 인물에게는 좀처럼 따르지 않는다. 신장의 2배에 가까운 긴 금발과 바다색 눈동자를 가지고 있고 머리카락은 좌우로 묶을 수 있으며 본인의 의사에 따라 자유자재로 움직이거나 칼날로 바꿀 수 있다. 손은 날카로운 손톱이 붙어있는 짐승의 손을 하고 있다.
전설의 생물 마카의 저주받은 아이라고 알려져 있지만 실제로는 저주받은 사실은 없고 태어날 때 마카의 영향을 받은 반인반수로 태어났다. 실제 나이는 200살이 넘지만 모습은 어린아이의 모습을 하고 있다.
언니의 가르침으로 머리카락을 검으로 만드는 것뿐만 아니라, 모든 물체의 변화를 할 수 있게 되어 전투력이 증가했다.
스테이크(ステーキ,Steak)
- 성우 : 나가사와 나오(일) / 김영은(한)

구경거리 오두막 러브섬원타운에서 니치를 따라 온 그녀의 애완동물 겸 비상식량.
지갑과 같은 입이 되어 있는 몸과 꼬리의 끝이 스페이드 모양으로 되어 있는 형태로 하고 있는 것이 특징. 멸종했다고 알려진 키페르마이스타라고 불리는 생물이다. 이것은 태초의 시대때 정령충과 가장 좋은 공존관계를 얻었다고 여겨지는 종족이다. 이름의 유래는 니치의 말로는 굽지 않으면 맛없을것 같다. 울음소리는 누니누니.
첫 대면에 사람이나 코너를 입에 잘 문다.
갑충의 약점인 틈새를 냄새로 밝혀내는 능력을 가지고 있는 모양이다.

### 레터비
고슈 스에드/느와르(ゴーシュ・スエード / ノワール,Gauchu Suede)
- 성우 : 후쿠야마 준(일) / 신용우(한)

라그를 편지로서 보낸 레터비의 청년. 라그를 보냈을 때에는 18세. 현재는 23세. 라그와 같이 알비스 종이다.
항상 냉정하고 침착한 성격이지만 언행은 서툴다. 레터비로써는 매우 우수하며 여동생인 시르베트의 부자연스러운 다리를 고칠 수 있는 돈을 벌기 위해 헤드 비를 목표로 하고 있다.
미각치인것 같아서 라그와 로더가 거부한 스프를 맛이 있다라고 한다. 시르베트가 만드는 수프도 맛있게 느끼는 것같아서 그녀가 원인이 아닐까라고 라그는 생각한다.
라그를 배달하고 반년이 지난 뒤에 수도 아카츠키에 배속되지만, 거기서 마음을 잃어 BEE에서 해고된다. 그 후 로랜스에게 주워지고 정부를 망치기 위해서 리버스에 협력. 느와르라는 이름이 주어져 약탈자(마로더)로써 활동하고 있다.
허니 워터즈 부근에서 라그와 재회한다. 그 후 천사의 날개 부근에서 계획을 저지하고 천도 하는 사람들을 죽이기 위해 라그와 교전하고 라그가 심탄을 발사해 기절한다. 벽 루네에 라그와 자기 자신모두 마음의 식이 깨졌을 때 라그와 함께 벽 루네에 심탄을 발사해 피한다. 그 후 다시 의식을 상실해 라그 일행에 의해 하치노스로 옮겨 진다. 자고 있었지만 선더랜드 박사에 의해 의식을 되 찾는다.
현재 사용하고 있는 심탄 총은 아카츠키에 배속되었을때에는 교체한 회전식권총형 대구경 연발심탄총 짐노페디. 심탄의 이름은 칠흑. 유우사리 근무때는 심탄총 야상곡 제 210번. 심탄은 흑침을 사용하고 있었다.
로더(ロダ,Roda)
고슈의 파트너(딩고). 개와 같은 모습을 하고 있으며 크으, 쿠라고 운다. 표정이 풍부하고 사냥에 능숙하며 고슈와의 신뢰관계는 매우 두텁다. 또, 느와르의 파트너 로더에 대해서는 리버스 항목 참조.
라르고 로이드(라르고 바로르)(ラルゴ・ロイド（ラルゴ・バロール）)
- 성우 : 코니시 카즈유키(일) / 김영선(한)

하치노스의 관장. 마카의 아이의 소문을 우연히 들어 머물고 있던 키리에의 마을에서 만난 니치를 출장용 파트너로 하려고 생각했지만 라그를 따르고 있는 모습을 보고 포기했다. 적당히 보이고, 의외로 사려깊은 수완가. BEE로써는 현역에서 물러나있다. 자신의 전용 파트너를 가지고 있지 않다. 벽 루네를 라그 일행이 놓치자 책임 능력을 추궁당해 그리드에 의해서 하치노스 관장에서 해임되었다. 로렌스와 안면이 있어 현재는 일반 시민을 자처해 리버스와 접촉하고 있다. 외가의 성은 로이드. 아카츠키의 가장 외진 곳인 카게로우에서 태어났다. AG의 실질적인 지배자. 직크`바로르의 아들. 부친에 의해서 실험에 이용되었기 때문에 가슴에는 대량의 상처자국이 남아있다.
아리아 링크(アリア・リンク)
- 성우 : 코시미즈 아미(일) / 김선혜(한)

하치노스의 부관장. 고슈의 소꿉친구. 쿨하고 지적인 미녀. 아카츠키에 들어간 고슈의 승진을 축하해 주었다. BEE로써는 현역에서 물러나있다. 일은 할 수 있지만 운동능력은 전무하다.
마음 현악기로 불리는 바이올린형 악기 무반주 바이올린 소나타 제 1번주 단조를 구사한다. 공격에는 다홍색 주홍색의 선율을 그 밖에는 회복심탄 관현악 모듬곡 제3번(G선상의 아리아)를 사용한다.
하치노스에 자신의 팬은 많지만 자신의 미모에는 무관심하고 글래머가 되어 현역시기의 제복이 꽉 끼게 된것을 살쪘다라고 느끼고 있다.
볼트(ボルト)
아리아의 파트너(딩고)로 거대한 개. 이마에 번개모양의 상처자국이 있으며 이 상처가 이름의 유래가 되기도 했다. 아리아 하고는 강아지때 만났다. 현재 사용되고 있는 배달루트의 대부분을 개척한 우수한 파트너로 헤드 비의 파트너가 될 수 있다고 말해져 용사라고 불리고 있다. 파트너로써 전혀 운동능력이 없는 아리아를 돕고 있었지만 노쇠해 병을 앓은 것으로 파트너를 더 이상 할 수 없다고 선더랜드 박사에게 선고받았다. 이것을 이유로 아리아는 BEE에서 은퇴했지만 정작 볼트 자신은 지금도 아리아를 지키고 있을 생각을 한다.
코너 크루프(コナー・クルフ)
- 성우 : 스가누마 히사요시(일) / 최재익(한)

라그를 BEE 면접 시험에 보낸 레터비의 청년. 대식가로 비만이다.
지뢰형 무기 마음번개에 식욕의 조각을 담은 황폭으로 싸운다. 이것을 사용하려면 음식을 많이 안먹으면 안되는 것 같다.
가스(ガス)
코너의 파트너(딩고)인 거대한 개. 코너가 트름을 했을 때 웃는 등 충성심이 있다고 말하기는 어렵지만 일단 코너가 말하는 것은 듣는다. 도망치는 발걸음도 빠르다.
구멍 파는데에 자신이 있고 코너가 사용하는 마음번개를 설치하는 구멍을 파기도 하고 또 붙잡혔을 때 구멍을 파 탈출이 가능하다.
지기 페퍼(ジギー・ペッパー)
- 성우 : 나카이 카즈야(일) / 최지훈(한)

마음을 연료로 하는 철의 오토바이를 모는 유일한 속달 전용 레터비이다. 라그 이외에는 유일하게 요다카 출신으로 BEE가 된후 고향 키리에의 마을에 교회를 지었다. 이름의 유래는 군청.
하리(ハリー)
지기의 파트너(딩고). 날쌔고 용맹스러운 눈초리의 맹금. 상공에서 길 정보를 전하는 네비게이터.
저지(ザジ)(사지,자지)
- 성우 : 키시오 다이스케(일) / 위훈(한)

라그의 심사 감시원을 맡은 레터비의 소년. 14세.
심탄총은 산탄총형의 템페스트 제 3악장. 사용하는 심탄은 악의의 조각을 사용하는 청극. 약간 급하고 싸움도 빠른 성격이지만 근본은 상냥하고 의외로 고양이를 좋아하는 사람이다.
어릴 적에 부모님이 갑충에게 살해당한 과거를 가지고 있어 갑충에게 복수하기 위해 레터비가 되었다. 모크 설리번은 저지가 갑충을 넘어뜨리는 일 외에는 별로 흥미가 없는 것처럼 보여 레터비로써의 평가는 낮다고 평가하지만 사실 레터비로서의 임무는 충실히 수행한다. 라그, 코너하고는 친교가 깊고 3명이서 활동하는 일이 많다.
바슈카(ヴァシュカ)
저지의 파트너(딩고). 몸 전체가 흑색이고 몸집이 큰 고양잇과 동물. 저지를 잘 따르고 있다. 울음소리는 고개.

모크 설리번(モック・サリヴァン)
- 성우 : 스가누마 히사요시(일) / 최승훈(한)

레터비. 라그가 가지는 심탄총의 능력에 의문을 가지고 있다. 일의 사정을 두지 않는 레터즈 스루 도어가 모토. 크랭크의 독을 자기 자신에게 사용하고 나이프 던지기의 각성기술 Green bail out로 공격한다.
크랭크(クランク)
모크의 파트너(딩고)로 왕관 코브라라고 불리는 뱀. 평상시에는 모크의 허리에 있는 파우치안에 있다.
에레나 프랑(エレナ・ブラン)
- 성우 : 코바야시 유우(일)

고인. 시렌시오 마을출신의 레터비로 라르고 로이드의 현역시대때의 동료. 12세경 배달 도중에 디코워즈 절벽의 해마벼랑에서 추락해 사망.
다윈(ダーウィン)
- 성우 : 오오구로 카즈히로(일) / 소정환(한)

에레나의 파트너(딩고). 개나 너구리와 같은 외모로 감각이 좋고 이름의 의미는 친애하는 친구.
에레나가 죽은 뒤에도 딩고로써 주인의 귀환을 기다리고 있었지만 라그에 의해 편지로써 에레나의 무덤앞으로 배달되어 그 곳에서 조용하게 숨을 거두었다.
릴리 컴퍼트(リリー・コンフォート)
라그를 빛의 아이라고 불르며 특별히 하고 있는 레터비의 소녀. 13세. 키가 커 라그와 대비된다.
심탄은 야마후키이며 좋아하는 타입은 연하의 남성. 레터비총출동에 의해 벽 루네 요격전에 라그와 함께 수도 방어의 최종 라인에 배치된다. 심탄을 쏠 수 없게 된 라그를 도와주었으나 여력을 남기는 벽 루네에게 마음을 사로잡혀 버린다.
사원(サワン)
릴리의 파트너(딩고). 배달 도중에 큰 부상을 당했는데 그게 원인이 되어 전투불능이 되어 버린다.
샤롤&와트슨(シャロル＆ワツスン)
벽 루네 토벌 부대에서 샤롤은 단발의 소녀, 와트슨은 안경을 쓴 소년. 라그, 코너, 저지에게 경어를 사용한다.

### 리버스
로렌스(ロレンス)
- 성우 : 유사 코지(일) / 김기흥(한)

반정부 조직 리버스의 주모자. 인공 정령 계획의 희생자·정령이 될 수 없었던 사람을 자칭한다. 느와르의 대부. 안면을 횡단하는 상처 자국이 있다. 레터비 시대의 고슈를 감시해 리버스에 권유하고 있었다.
인공 태양 조사선 프로그레의 개발자로서 아카츠키에 들어갔지만 그 실태를 공개하라고 정부에 이의를 주장해 그것이 원인이 되어 인공 정령 계획에 희생 되었다. 그 후 실패작의 낙인이 찍혀 폐기되는 것도 살아남아 반정부 조직 리버스를 만들어 낸다.
복수를 위해 많은 것을 희생하는 냉혹한 성격. 상대의 마음을 간파하는 통찰력과 교묘한 화술에 의한 마음의 장악하는 제압력을 자랑으로 여긴다.
느와르(ノワール)
#레터비를 참조.
로다(ロダ)
- 성우 : 호리에 유이(일)

느와르(고슈)의 파트너(딩고).
정령이 될 수 없던 사람들 중의 하나이다. 현재는 미소녀의 모습으로 백의장을 몸에 걸치고 있다. 약탈자가 된 고슈와 함께 행동하고 있으며 본인의 의식안에는 융합 이전의 기억은 없다고 여겨진다. 높은 신체 능력을 살린 민첩한 움직임과 손에 가진 나이프를 무기로 싸운다. 고슈를 주운 장본인으로 그의 일이 신경쓰이는 모습이 보인다.
질(ジ－ル)
- 성우 : 사쿠라이 타카히로(일)

리버스의 약탈자. 정령이 될 수 없던 사람들 중의 하나이다. 몸체는 인간에 가깝지만 사지는 늑대와 같은 모습이다. 벽 루네를 찾고 있던 저지와의 만남에서 늑대와 같은 민첩한 공격으로 저지를 추적하였으나 저지의 책에 의해서 벽 루네에게 습격당한다. 마음이 사로잡히기 전에 라르고 로이드가 구출해준다.
미(ミー)
리버스의 일원. 정령이 될 수 없던 사람들 중의 하나이다. 표범의 다리를 가져 고양이와 같은 행동을 하는 것이 특징.

### 유사리 거주자
실벳트 수에드(シルベット・スエードシルベット・スエード)
- 성우 : 미즈키 나나(일) / 이지영(한)

고슈의 여동생. 12세. 유사리에 살고 있다.
선천적으로 양 다리가 불편하기 때문에 목제의 휠체어에 앉아 생활하고 있다. 휠체어의 여표를 자칭하고 있다. 라그와 같이 깜빡임의 날에 태어났다. 어머니는 그녀가 태어날 때 사망해 고슈에 의해서 어머니와 같은 이름이 붙여졌다.
처음으로 라그와 만났을 때 고슈가 남긴 심탄총 야상곡 제 210번을 라그에게 맡긴다. 현재는 라그와 반드시 돌아온다.라고 약속해 고슈의 방에서 살게 하고 있다. 착실한 사람으로 기분이 강하지만 실은 라그와 같은 정도의 울보이다. 인형을 만드는 일을 하고 있고 야상도의 카탄이라고 하는 가게에서 팔고 있다.
선더랜드 주니어 박사(Dr.サンダーランドJr.)
- 성우 : 이시카와 히데오(일) / 이인성(한)

엠버 그라운드 생물화학 자문기관 제3과 소속의 헤드박사이며, 세계 과학반의 헤드박사 선더랜드 박사의 아들. 부업으로 하치노스 의료반의 의사로 근무하고 있으며 오른쪽 눈에 안대를 하고 있다.
주로 역병에 관한 연구를 하고 있으며 병사한 동물을 줍고는 그것을 연구재료로 하기 때문에 유사리 중앙 거주자로 부터
시체박사라는 소리를 듣고 기분 나빠해 하지만 한편으로는 동물들의 무덤을 만들어 정중하게 매장하는 등 마음 한켠으로는 상냥한 일면도 있다. 전형적인 과학자 기질을 가지며 드문 생물을 발견하면 해부하려고 하는 나쁜 습관이 있다. 전용 연구실은 감염을 막기위해 부하조차 입실이 거부되고 있어 BEE들은 시체 박사의 해부장이라고 부르고 있다.
일찍이 고슈와는 친한사이였다. 또, 고슈의 행방을 찾기 위해 반정부파가 많은 마을 허니워터즈의 정령이 될 수없던 사람의 편지를 라그에게 맡긴다. 깜빡임의 날에 추락한 비행선의 승무원 중 한명이었지만, 사고의 기억을 오른쪽 눈과 함께 인공 태양에게 빼앗겨 버렸다.
선더랜드 박사(Dr.サンダーランド)
- 성우 : 키시이 쇼토(일) / 이인성(한)

선더랜드 주니어 박사의 아버지로 세계 과학반의 헤드 박사.
직장은 라그와 같은 유사리의 하치노스에 근무하기 때문에 언제 등장해도 이상하지 않으나 자신이 본편에 등장하지 않는다고 아쉬워 하고 있다. 용모가 가라드와 많이 닮아있어 가라드 등장 예고를 자신의 등장 예고와 착각한 적이 있다. 선더랜드 주니어는 어머니와 닮은 꼴로 선더랜드 자신은 미남이라고 말하고 있다. 약간 사팔뜨기이며 애니메이션에도 예외편인 레터비 학원편에만 등장하고 있다.
헌트&사라(ハント&サラ)
- 성우 : 치바 스스무(일)(헌트) / 이호산(한)(헌트), 코마츠 유카(사라)(일) / 한채언(한)(사라)

정령이 될 수 없는 사람을 자칭 해 허니워터즈의 반정부 운동자로써 활동하고 있는 부부. 헌트는 21세. 사라는 20세.
헌트의 신체는 니치와 같은 모습이여서 사라는 그것을 정부의 실험 실패때문에 그런것이라고 공언하고 있다. 하지만 실제로는 정부와 관계없으며 어느 구경거리 오두막에 2명이 있었을 무렵에 헌트가 자신의 팔을 죽은 맹수의 팔과 바꿔 붙여 사라가 팔려가는 것을 막았기 때문이다. 진실이 알려지며 허니워터즈에서 살수 없게 되자 라그에 의해 유사리로 이주 한다. 헌트는 선더랜드 주니어 박사의 조수로 사라는 직업알선소의 직원이 되어 행복한 생활을 보내고 있다.
안 그라드(アン・グラード)
- 성우 : 키타무라 에리(일)

허니 워터즈에서 사는 14세의 소녀. 일찍이 아버지가 개충에게 살해 당하고 편지는 개충이 데려온다.라고 하는 헌트와 사라의 말을 거짓말이라고 믿고 있다. 마을의 거주자들의 5년치 편지를 보관하고 있었고 그것을 라그에게 맡기려 하고 있었다. 자기보다 어린 라그를 보고 아직 아이라고 믿고 있다.
고베이니 부부(ゴベーニ夫妻)
- 성우 : 아마다 마스오(제이 코브), 야마시타 아야카(일)(산드라) / 안영미(한)(산드라)

유사리 중앙의 야상도로 무기와 빵가게 시나즈를 운영하고 있는 부부. 아이가 있었으나 지금은 사망했다.
남편인 제이 코브는 곰과 같은 모습이여서 호쾌한 성격. 아내인 산드라는 야무지고 아이를 좋아하는 사람이다. 원래는 대대손손 정부 공인으로 심탄총을 취급하는 무기 가게였으나 무기가 전혀 팔리지 않게 되자 생계유지를 위해 빵가게를 열었다. 현재는 유사리에서 최고 인기를 누리고 있는 빵가게가 되어 무기 장사는 축소하고 있다.
마나 존즈
- 성우 : 이노우에 마리나(일) / 김현심(한)

애니메이션 오리지널 캐릭터. 하치노스의 꽃가게 약초의 포푸리를 사용한 휴게실을 관리하고있는 맹인의 여성. 몇년 전, 연구의 성과가 성장하지 못하고 고민하고 있었을 때 사고가 나서 시력을 잃게 되자 해고 될뻔한 것을 고슈와 선더랜드 주니어 박사의 활약으로 지금의 일을 하게 되었다.

### 요다카 거주자
아느 시잉(アヌ・シーイング)
- 성우 : 히사카와 아야(일) / 정혜원(한)

라그의 어머니. 누군가에 의해 아카츠키로 끌려갔다. 소식 및 생사는 확인 불명. 라그에 의하면 여제와 얼굴이 비슷한것 같다.
사브리나 메리(サブリナ・メリー)
- 성우 : 타니 이쿠코(일) / 성선녀(한)

현재는 캠벨 리트스에서 살고 있다. 예전에 라그의 집의 부근에서 살고 있던 여성. 고슈의 편지로써 배달된 라그를 키웠다. 라그에게는 또 한사람의 어머니로 존경받고 있다.
네리·네로 남매(ネリ・ネロ姉弟)
- 성우 : 나마타메 히토미(네리), 마츠오카 유키(일)(네로) / 정혜옥(한)(네로)

지기 페퍼와는 의형제 관계. 누나 네리는 키리에의 마을에 살고 있다. 아픈 네로는 지기에게 편지를 남겨 사망했고 네리는 지기가 네로를 버렸다고 생각하고 레터비가된 지기를 원망하고 있었지만 라그의 심탄에 의해서 네로와 지기의 진심을 알아 오해가 풀린다. 그 다음부터 지기와 네리의 교류가 부활한 모양이다.

### 아카츠키 거주자
여제(女帝)
정체는 불명. 수도의 인공 태양 아래에 군림하는 AG의 통치자. 사람들의 신앙의 대상이다. 그 초상에는 눈물을 흘리는 임산부와 임신한 오른쪽 눈이 없는 아이가 그려져 있다. 라그에 의하면 라그의 어머니 안느 시잉과 닮은 것 같다.
지크 바로르(ジック・バロール)
여제 직속 근위 사단장. 예전부터 인공 태양의 조사선을 타고 있던 정부의 공무원. 인공 태양의 깜박임에 의해서 오른쪽의 눈을 잃었다. 라그의 어머니를 가로챈 사람 중의 한 명. 하치노스 관장인 라르고 로이드의 아버지. 여제제의 유지를 위해 군사 정권을 확립하고 정치적 권력을 장악 하고 있는 AG의 사실상의 지배자. 인공 정령 계획의 중심 인물이기도 하며 아내나 아들도 실험에 이용했다.
카라브스 가라드(カリブス・ガラード)
- 성우 : 이노우에 카즈히코(일)

헤이즐 발렌타인
- 성우 : 타츠키 후미히코(일)

## 용어해설

### 엠버 그라운드(AG)
사방이 바다로 둘러쌓여 있으며 새벽이 오지 않는 나라이다. 여러 가지 인종과 종족들이 살고 있다. 본토는 바다로부터 연결되어 있는 강이 3개의 지역으로 분할하고 있으며 계급별로 아카츠키, 유사리, 요다카로 나뉘어 있다. 다른 지역으로 갈 때에는 정부에서 발행하는 통행 허가증이 필요하다.
정체는 공식적으로 여제정이지만 실제로는 군사정권을 취하고 있다. 여제는 아카츠키의 태양아래 군림하고 있다고 알려져있으며 또, 여제는 엠버 그라운드에서 신앙의 대상으로 하기 위해 거기에 연관된 종교적인 시설이나 아이템도 많다.

### 구역(Area)

#### 아카츠키
지크 바로르가 지배하는 AG의 수도이며 인공 태양이 비추고 있는 특급 상류계급의 인간이 사는 도시. 항상 빛이 비추고 있기 때문에 요로이충이 일절 생식하지 않는다. 로렌스의 말에 따르면 아카츠키내에서도 계급을 나눌수 있어서 실제로 수도라고 부를 수있는 빛의 중심지는 불과 일부분이라고 한다.
카게로우
인공 정령 계획의 희생이된 실패작이나 정령이 될 수 없었던 사람이 폐기되는 실험체 폐기장. 실험도 여기서 행해지고 있었다. 아카츠키의 가장 외진 곳에 있어 강과 연결되어 있다.

#### 유사리
중류 계급의 사람들이 사는 지역. 중심도시인 중앙(센트럴)에는 레터비의 거점 우편관 BEE-HIVE(통칭:하치노스)가 소재한다.
기원의 언덕
유사리 중앙마을에서 인공 태양의 빛을 근처에서 가장 많이 느낄수 있는 장소이다. 고슈와 아리아가 마음에 들어하는 장소였다.
허니 워터즈의 마을
유사리 중앙에서 북서쪽위치에 존재하는 마을. 작은 마을이지만 현재는 반정부세력의 활동 거점. 이 마을의 물은 독소가 포함되어 있으므로 직접 마실 수는 없다.
홀덴 콜필드
조사선 프로그레가 건조된 장소. 유사리 서쪽에 있다.
아스톨
12년 전 깜빡임의 날에 정부의 비행선이 추락한 장소.

#### 요다카
노동자`하류 계급이 살고 있는 지역. 주로 개충이 서식하고 주민들의 마음도 황폐해 지고 있어 치안도 좋지 않고 거의 전 지역이 위험지대. 주민들의 이익은 정부가 대부분 가져가 버려 거의 없지만 밀수를 통해 유복한 생활을 하고 있는 지역도 있는 것 같다.
코자 벨
라그가 태어난 고향. 고슈가 라그를 편지로 집하한 장소이기도 하다.
블루 펌프킨 산맥
요다카 남부의 산맥. 왕래가 적고 개충 다이키리가 서식하고 있는 위험한 지역.
블루 넛 블루스
요다카 북쪽의 빙하의 마을. 니치의 루트인 전설의 생물 마카의 목격 증언이 남는다. 동굴에는 니치의 쌍둥이 언니가 살고있으며 니치의 고향이기도 하다.
죠제의 백사막
아름다운 솜털이 날리는 팁꽃이 피어있는 지역. 개충 북카즈가 서식하고 있다.
캠벨 리트스
라그가 배달된 후 자란 항구도시. 요다카 최남단에 있어 외해로부터 해적도 들르는 위법항이 있다.
북 코로리의 숲
거대한 브로콜리와 같은 나무가 무성한 숲. 개충 포로제스의 서식지역.
키리에
통칭 데드엔드(막다른곳의 마을). 유사리로부터 이어지는 다리 비후레스트가 있는 마을. 유사리에 건너가려고 하는 대부분의 여행자가 모이는 마을이지만 통행 허가증을 가지지 않는 자는 건널수가 없기 때문에 거칠어진 분위기를 가지고 있는 마을이다.

### 레터비 관련

#### 레터비
사람들에게 편지를 보내는 것을 일로 하는 국가 공무 우편배달원 BEE의 통칭. 제복의 모자에 있는 꿀벌의 자수는 레터비의 상징이기도 하다. 그들은 개충을 넘어뜨리기위한 무기를 소지해 어떠한 위험한 일이 있더라도 편지를 보내는 것에 종사한다. 또한 편지는 엽서나 소포에 한정하지 않고 라그와 같은 사람이나 다윈과 같은 동물도 이것에 포함되어 있다. 현재 벽 루네 요격전에 레터비들이 대부분 참전하고 있어 통상의 배달업무는 중지된 상태이다.

#### 헤드비
레터비에게 있어서 최고의 칭호자. 그에게 옮길 수 없는 편지는 없다고 봐도 된다. 고슈와 라그의 목표이다.
현재 헤드비의 칭호를 가지고 있는 자는 1명으로 되어 있다. 정부의 중요한 배달 업무이외에는 수도 근무.

#### 파트너(딩고)
레터비와 행동을 같이하는 파트너. 제한이 없기 때문에 훈련을 시킬수만있다면 어떠한 생물이라도 가능하다. 돈을 지불할 수 있다면 격투가등을 고용하는 것도 가능.

### 생물

#### 개충
어둠의 세계인 유사리와 요다카등지에 서식하고 있는 몸이 딱딱한 껍데기로 덮인 거대한 벌레와 같은 생물을 일컫는다. 의사는 가지지 않는다고 여겨지지만 인간의 마음에 모이는 습성을 가지고 있어 태초에는 무엇인가를 요구할 의사가 있었다는 것을 말해주는 것은 아닐까 라고 여겨지고 있다. 넘어뜨리기 위해서는 껍데기안쪽에 마음을 미치게 할 필요가 있고 그것을 할 수 있는 무기는 심탄총이다.
그 정체는 사후 마음이 변질되기 전에 호박화하지 않은 정령충이 탈피, 변태를 반복해 성충이 된것이다. 유사리의 과학자는 개충에게 마음이 없다고 발표하고 있지만 라그는 개충이 우는 소리를 들은 적이있다. 이름들의 유래는 알코올 음료이다.
다이키리
텐트움시형. 라그가 편지였을 때 만났다.
서식 지역 : 블루 펌프킨 산맥
북카즈
개미지옥 형태. 라그가 편지였을무렵에 만났다. 아랫턱에 쇠사슬모양의 창을 부착해 뇌하치장의 함정에 떨어져 내린 상대를 조준사격한다. 반면, 재장전에는 시간이 걸린다.
서식 지역 : 죠제의 백사막
포 로제스
사마귀형. 파면에 떨어져 있어도 마음을 미치게 하지 않는 한 계속 움직인다.
서식 지역 : 북 코로리의 숲
그렌 키스
지네형. 다른 개충과 비교해도 매우 거대하고 심탄을 발사해도 상부만 파괴되며 잡지는 못한다. 저지의 말에 따르면 측면의 조를 미사일로 같이 몰아 응전한다. 레터비들을 오랜 세월에 거쳐서 방해하는 것이 특징이다.
서식 지역 : 라즈베리 힐
카바르네
잠자리형. 개충의 마음이 없어져 탈피를 한 이후의 강력한 개충이다. 리버스가 인공태양을 떨어뜨리는 계획에 이용하려고 노와르로써 마하의 동굴에서 얼어 잠들어 있던 것을 깨웠다.
서식 지역 : 불명

#### 마카
용을 닮은 생물로, 금빛의 엽에 바다색 눈동자를 가지고 있다. 잔혹한 성질이면서 그 모습은 아름답고 일부 지역에서는 신성시 되고 있다. 세상에는 인지되어 있지 않지만 요다카 최북쪽 변경에 블루 넛, 블루 넛 블루스의 동굴에 서식하고 있다. 동굴에는 수백, 수천의 개충을 얼려두고 있어 정령의 뜰이라고 불르고 있다. 200년 전에는 사람의 말을 할 수 있었지만 오랜세월 인간과의 관계를 끊고 있었기 때문에 현재는 말을 할 수가 없다.

#### 알비스 종
은발과 암갈색의 눈동자를 가지고 있는 종족. 고슈나 라그도 알비스 종이다.

#### 정령이 되지 못한 자
인공 정령 계획에 희생이 되어 여러 가지 생물들과 융합되었다고 주장하는 사람들.

### 아이템

#### 정령 호박
태양을 대신하여 태초부터 대지의 지하 깊이에 묻혀있는 에너지 자원. 정령이라고 하는 나무들이나 대지의 영적 에너지가 벌레에 머물러 선택된 생물 정령충이 호박화 한것. 레터비는 이것과 다른아이템을 조합해 무기로 사용하고 있다.

#### 심탄총
국가 공무 우편배달원 BEE들 중 대부분이 사용하는 총형의 무기의 명칭. 그 특성상 호박이 없이는 작동하지 않고, 가지고 있어도 심탄총을 잘 다룰수 있는 정도의 마음이 없으면 사용이 불가능하다.
그 밖에도 코너의 마음번개나 아리아의 마음 현악기 등, 총 이외에도 정령 호박을 사용한 무기가 존재한다.

### 조직・시설

#### 하치노스
유사리의 중앙에 있는 우편관 BEE-HIVE의 통칭. 라그를 시작으로 레터비는 여기를 거점으로 일을 하고 있다.
하치노스 의료반
마음의 소모가 격렬한 BEE들의 건강을 관리하기 위해 하치노스에 설치된 의료소. 전속 의사는 Dr.선더랜드 Jr.

#### 비프레스트
요다카와 유사리를 연결하는 다리. 요다카 측에는 시그널(Signal), 유사리 측에는 시그나레스(Signales)라고 하는 문지기(게이트키퍼)가 다리의 입구의 문에서 관리하고 있다. 통행자를 흑수정제의 특수한 파이프의 담배연기로 인증하고 있다. 요다카 측에는 부정한 방법으로 다리를 건너려고 하는 사람들을 배제하기 위해 아론지라고 하는 거대한 뱀이 있다. 아론지는 제 4화에서 니치가 꼬리를 잘라버렸다.

#### 리버스(Reverse)
AG의 재생을 목표로 한다고 주장하는 반정부 조직. 약탈자(마로나)니 정령이 될 수 없었던 사람이라고 손잡아 인공 태양을 지우려 하고 있다. 목적을 위해서는 수단과 방법을 가르지 않고 제물이라고 칭해 많은 인간들의 마음을 희생시키려고 인간의 천적인 개충까지 이용한다.

#### 이동하는 구경거리 오두막
이 세계는 오락시설이 적기 때문에 대유행하는 오락시설. 곡예 등 예술적인 일을 자랑으로 여기는 일좌나 진귀한 짐승등 드문 생물을 구경거리로 하는 일좌등이 있어 종류는 다양하다.

### 그외의 용어

#### 린
AG의 통화 단위.

#### 킬
AG의 길이의 단위.

#### 각
AG의 시간의 단위. 현실로 환산하면 1각 = 1시간. 자연의 태양이 존재하지 않는 AG에서는 당연히 낮과 밤도 존재하지 않기 때문에 시간의 개념은 거주자에 있어서 중요한 개념이다.

#### 인공 태양
엠버 그라운드 전체에서 보이는 태양. 아카츠키에서는 태양으로, 유사리에서는 황혼으로. 요다카에서는 달로 보인다. 실제로는 생체 발광을 하기 위한 거대한 좌목으로 사람의 마음을 들여다 보는 것으로 사람들의 모든 물건을 빼앗아 힘을 공급하는 것으로 추정된다.

## 코믹스

### 단행본
- 1권 : 편지와 레터비(테가미와 테가미바치) ISBN 978-4-08-874312-7

일본 : 2007년 1월 4일
- 2권 : 지기 페퍼의 편지 ISBN 978-4-08-874374-5

일본 : 2007년 6월 4일
- 3권 : 실벳트 수에드를 만나다 ISBN 978-4-08-874483-4

일본 : 2008년 2월 4일
- 4권 : 거짓말 편지 ISBN 978-4-08-874517-6

일본 : 2008년 5월 2일
- 5권 : 정령이 될 수 없었던 사람 ISBN 978-4-08-874584-8

일본 : 2008년 10월 3일
- 6권 : 황야 환등대 ISBN 978-4-08-874636-4

일본 : 2009년 2월 4일
- 7권 : 블루 넛 블루스 ISBN 978-4-08-874678-4

일본 : 2009년 6월 4일
- 8권 : 빛, 어둠을 비춘다 ISBN 978-4-08-874743-9

일본 : 2009년 10월 2일
- 9권 : 동결 물건 ISBN 978-4-08-870006-9

일본 : 2010년 2월 4일
- 10권 : 빛나는 눈 ISBN 978-4-08-870039-7

일본 : 2010년 6월 4일
- 11권 : BEE의 가방 ISBN 978-4-08-870120-2

일본 : 2010년 10월 4일
- 12권 :

일본 : 2011년 4월 4일

### 가이드 북
- 레터비 핸드북(테가미바치 핸드북) ISBN 978-4-08-874831-3

일본 : 2009년 10월 2일

## 애니메이션

### TV 애니메이션
1기
점프 스퀘어 2009년 6월호에서 애니메이션화가 발표되었다. 2009년 10월부터 TV 도쿄에서 방영. 국내에서는 투니버스에서 2011년 3월 14일부터 방영.
2기
1기 최종화와 점프 스퀘어 2010년 4월호에서 2기 제작 결정이 발표 되었다. 레터비 리버스의 타이틀로 2010년 10월 2일부터 2011년 3월 26일까지 TV 도쿄에서 방영.

#### 스태프
- 원작 : 아사다 히로유키
- 감독 : 이와나가 아키라
- 감수 : 칸베 마모루
- 시리즈 구성 : 오오이시 테츠야(1기), 아키호시 마사나오(2기)
- 캐릭터 디자인 : 시바 미나코
- 액션 감수 : 마츠이 아키라
- 색채 : 카이 케이코
- 촬영 감독 : 마츠모토 아츠호
- 3D CG : 타카하시 게이스케
- 편집 : 세야마 타케시
- 음향 감독 : 시미즈 카츠노리
- 음악 : 양방언
- 프로듀서 : 시미즈 오사무
- 애니메이션 제작 : 스튜디오 딘
- 제작 : TV 도쿄

#### 주제가
1기
오프닝
시작의 날(はじまりの日)(제1화 - 제13화）
작사・작곡・노래 - 스가 시카오
러브레터 대신 이 시를(ラブレターのかわりにこの詩を)(제14화 - 제25화）
작사 - 나카야마 코지로 / 작곡 - 나카야마 코지로 / 노래 - 세이라
엔딩
끝없는 길(果てなき道)（제1화 - 제13화）
작사・작곡 - 오카무라 유키 / 노래 - HIMEKA
빛의 기억(光の記憶)(제14화 - 제25화）
작곡・작사・노래 - 안젤로(Angelo)
2기
오프닝
작은 마법(小さな魔法)(제1화 - 제13화)
작사・작곡 - AIMI / 노래 - 스테레오포니(ステレオポニー )
약속(約束)(제14화 - ）
작사・작곡・노래 - 스가 시카오
엔딩
물망초(勿忘草)（제1화 - 제13화）
작사・작곡 - 若G / 노래 - 비코
페르세우스(ペルセウス)（제14화 - ）
작사・노래 - 야마자루 / 작곡・편곡 - LGYankees